# Чагарникова пустеля та степ Азербайджану
Чагарникова пустеля та степ Азербайджану (ідентифікатор WWF: PA1305) — палеарктичний екорегіон пустель і склерофітних чагарників, розташований на Південному Кавказі.

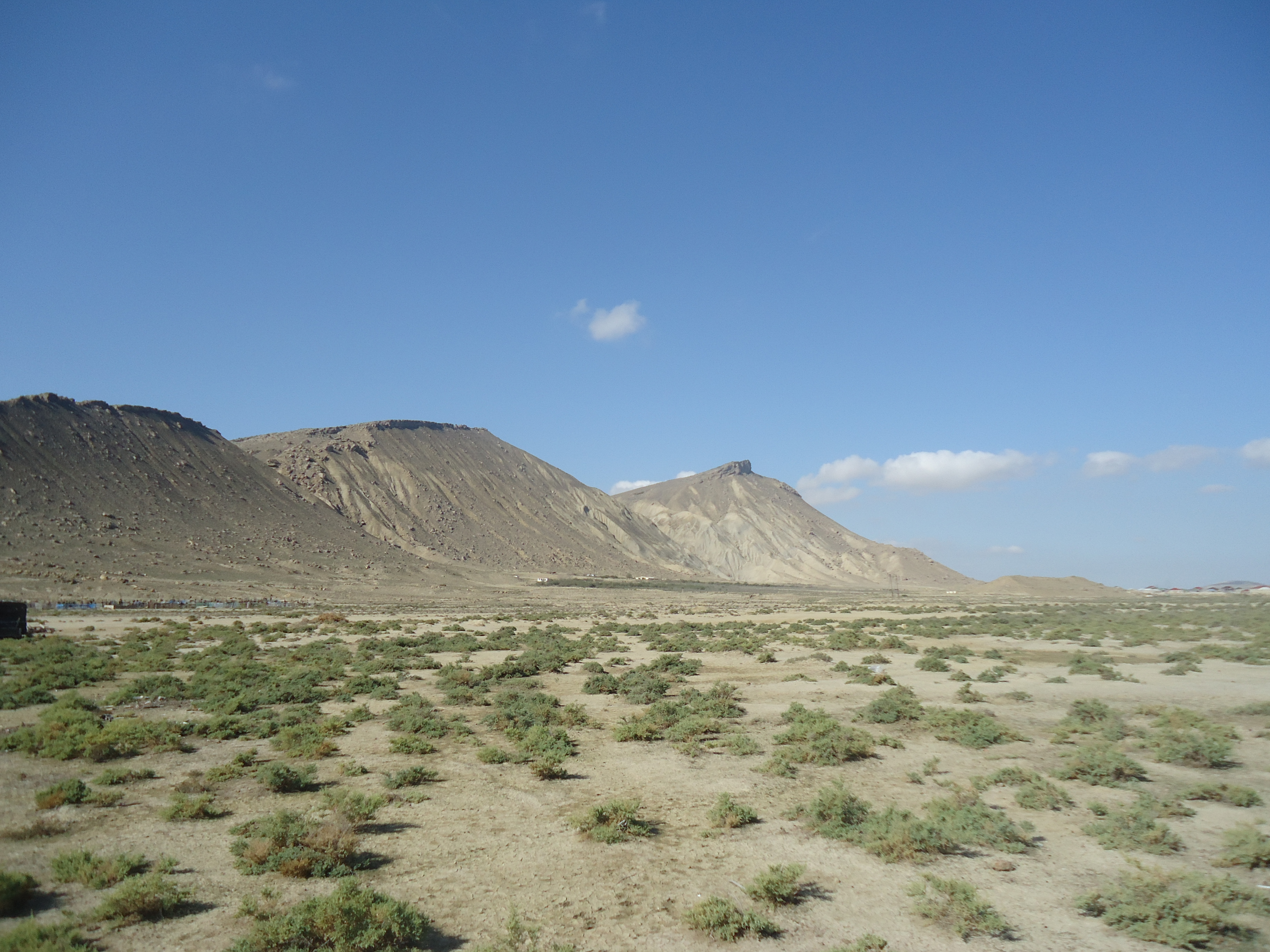
Ландшафт в околицях Баку (Азербайджан)

## Географія
Екорегіон охоплює територію площею 64 090 км², розташовану переважно в Кура-Араксинській низовині, в басейні річки Кура, що разом зі своєю правою притокою Араксом тече на схід та впадає у Каспійське море. На півночі екорегіон оточений горами Великого Кавказу, на заході — горами Малого Кавказу, на південному заході — Вірменським нагір'ям, на півдні - горами Ельбурс, на сході — Каспійським морем. 70 % території екорегіону знаходиться в Азербайджані, решта — на сході Грузії та на північному заході Ірану. Висота екорегіону коливається від 27 метрів нижче рівня моря до 900 метрів над рівнем моря.
Баку, столиця та найбільше місто Азербайджану, розташоване в межах екорегіону, як і Тбілісі, столиця та найбільше місто Грузії.

## Клімат
Екорегіон характеризується помірним континентальним напівпустельним або пустельним кліматом, який характеризується посушливим, тривалим, спекотним літом та м'якою, короткою зимою. Це найбільш сухий регіон Кавказу. Середньорічна кількість опадів становить 300-400 мм, а середньорічна температура — 12-14 °C. 

## Флора
Основними рослинними угрупованнями екорегіону є чагарникові пустелі, степи, рідколісся, прибережні ліси в заплавах річок та водно-болотні угіддя.
Для пустель характерними є чагарники полину (Artemisia spp), а також інші кущі та трав'янисті рослини. У полинових пустелях домінує полин Лерхе (Artemisia lercheana) та ефемерні трави, такі як бульбистий тонконіг (Poa bulbosa) та низькі катаброзочки (Catabrosella humilis). Зустрічаються також кураєві пустелі, де домінують чагарники вузлуватого кураю (Salsola nodulosa) та вересоподібного кураю (Salsola ericoides).
На засолених ґрунтах домінують галофітні рослини. Солончакові пустелі зустрічаються у двох типах. В першому з них домінує деревоподібний курай (Nitrosalsola dendroides), разом з ефемерними травами та полином Лерхе (Artemisia lercheana), а в другому переважає полин Совіча (Artemisia szowitziana) та різні терофіти, зокрема солелюбки (Petrosimonia spp.), клімакоптери (Climacoptera spp.), солонці (Salicornia spp.) та гамантуси (Gamanthus spp.).
Для степу характерними є трави до 1 м висотою, передусім звичайний бородач (Bothriochloa ischaemum). Також в степу зустрічаються різні види ковили (Stipa spp.) та чагарники звичайного держидерева (Paliurus spina-christi).
В передгір'ях та на нижніх схилах гір зустрічаються сухі рідколісся, де росте кілька видів яловців (Juniperus spp.) та листопадні туполисті фісташки (Pistacia mutica). В підліску цих лісів ростуть кущі звичайного держидерева (Paliurus spina-christi), кущового жасмину (Jasminum fruticans), грузинського барбарису (Berberis iberica), жостеру Палласа (Rhamnus pallasii) та вишні (Prunus subg. Cerasus).
В заплавних лісах домінують такі дерева, як звичайний дуб (Quercus robur subsp. pedunculiflora), чорна тополя (Populus nigra), сірувата тополя (Populus × canescens), берест (Ulmus carpinifolia), південна вільха (Salix excelsa) та пухнастостовпчикова липа (Tilia dasystyla subsp. caucasica). В підліску цих лісів ростуть галузисті тамарикси (Tamarix ramosissima) та інші чагарники.
Екорегіон є домом для великої кількості ендемічних видів рослин та видів, що знаходяться під загрозою зникнення. В межах екорегіону росте близько 4000 видів рослин, з яких 300 видів є ендеміками Кавказу.

## Фауна
В екорегіоні зустрічаються як характерні для пустельних екосистем види, такі як смугасті гієни (Hyaena hyaena), джейрани (Gazella subgutturosa subgutturosa) і турецькі хомки (Mesocricetus brandti), так і досить незвичні для них види, такі як кавказькі рисі (Lynx lynx dinniki). У прибережних лісах живуть дикі свині (Sus scrofa), вовки (Canis lupus), європейські сарни (Capreolus capreolus) та каспійські благородні олені або марали (Cervus elaphus maral). Серед інших присутніх в екорегіоні ссавців слід відзначити сирійського бурого ведмедя (Ursus arctos syriacus), кавказького борсука (Meles canescens), кам'яну куницю (Martes foina), звичайного шакала (Canis aureus) та кавказького лісового кота (Felis silvestris caucasica) 
Регіон також примітний великою кількістю видів плазунів. Тут мешкають такі рептилії, як грецька черепаха (Testudo graeca), західний удавчик (Eryx jaculus) оливковий полоз (Platyceps najadum) та отруйна змія гюрза (Macrovipera lebetinus obtusa).
Серед найбільш характерних представників орнітофауни слід відзначити сапсана (Falco peregrinus), кремовогорлого кеклика (Alectoris chukar), білоголового сипа (Gyps fulvus), чорного грифа (Aegypius monachus), орлана-білохвоста (Haliaeetus albicilla) та чорного лелеку (Ciconia nigra). У долинах екорегіону щороку зимують тисячі хохітв (Tetrax tetrax). Також в регіоні мешкають білоголові савки (Oxyura leucocephala), білоокі черні (Aythya nyroca), вузькодзьобі чирянки (Marmaronetta angustirostris) та інші водоплавні птахи. Під час міграцій та періодів зимівлі узбережжя та водно-болотні угіддя екорегіону стають прихистком для багатьох птахів, зокрема для білолобої гуски (Anser albifrons)

## Збереження
Оцінка 2017 року показала, що 3 693 км², або 6 % екорегіону, є заповідними територіями. Природоохоронні території включають: Аггьольський національний парк, Ширванський національний парк, Апшеронський національний парк та Національний парк Гобустан в Азербайджані, а також Національний парк Вашловані та заповідник Гардабані в Грузії.